# Acido metacrilico
L'acido metacrilico (abbreviato MAA) è un composto organico. Questo liquido incolore e viscoso è un acido carbossilico con uno sgradevole odore acre. È solubile in acqua tiepida e miscibile con la maggior parte dei solventi organici. L'acido metacrilico viene prodotto industrialmente su larga scala come un precursore dei suoi esteri, specialmente il metacrilato di metile (MMA). I metacrilati hanno numerosi impieghi, la maggior parte dei quali nella manifattura di polimeri, principale tra essi il polimetilmetacrilato. L'MAA è contenuto naturalmente in piccole quantità nell'olio di camomilla.

## Produzione e proprietà
Ogni anno vengono prodotti più di 3 milioni di tonnellate di acido metacrilico. La sintesi industriale parte dall'isobutene o dall'alcol t-butilico, che vengono ossidati prima a metacroleina e poi a MAA. Come alternativa, si usa la cianidrina dell'acetone, che viene convertita con acido solforico in solfato di metacrilammide. 
L'acido metacrilico fu ottenuto per la prima volta come estere etilico trattando il pentacloruro di fosforo con un estere dell'acido 2-idrossi-2-metilpropanoico. Esso, comunque, è più facilmente ottenuto dall'ebollizione del acido citra- o meso-bromopirotartarico con alcali. Esso cristallizza in prismi. Quando fuso con un alcali forma acido propionico. Un amalgama di sodio lo riduce in acido isobutirrico. Una forma polimerica dell'acido metacrilico è stata descritta nel 1880.